# 植物病理學

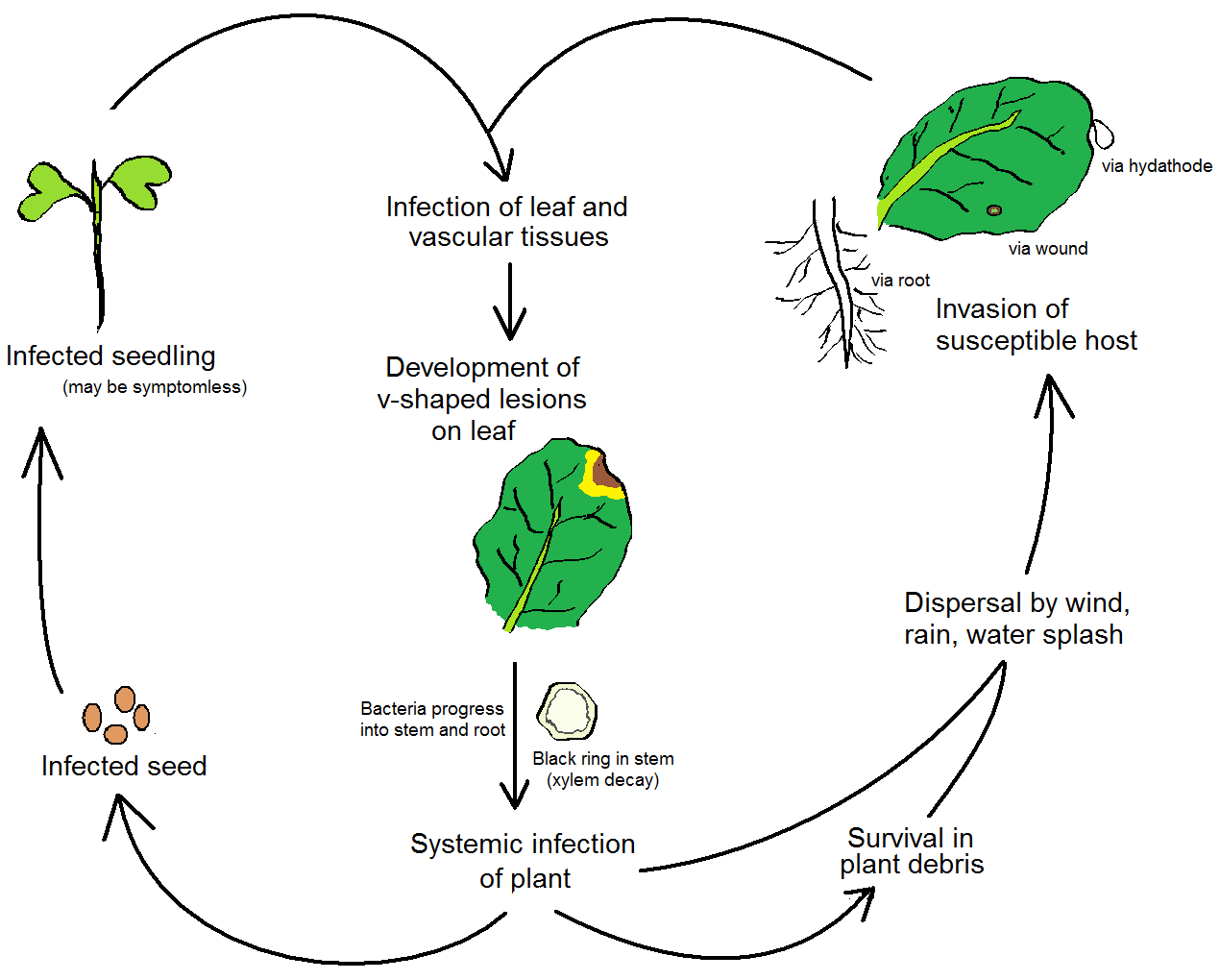
病原體的生命週期。

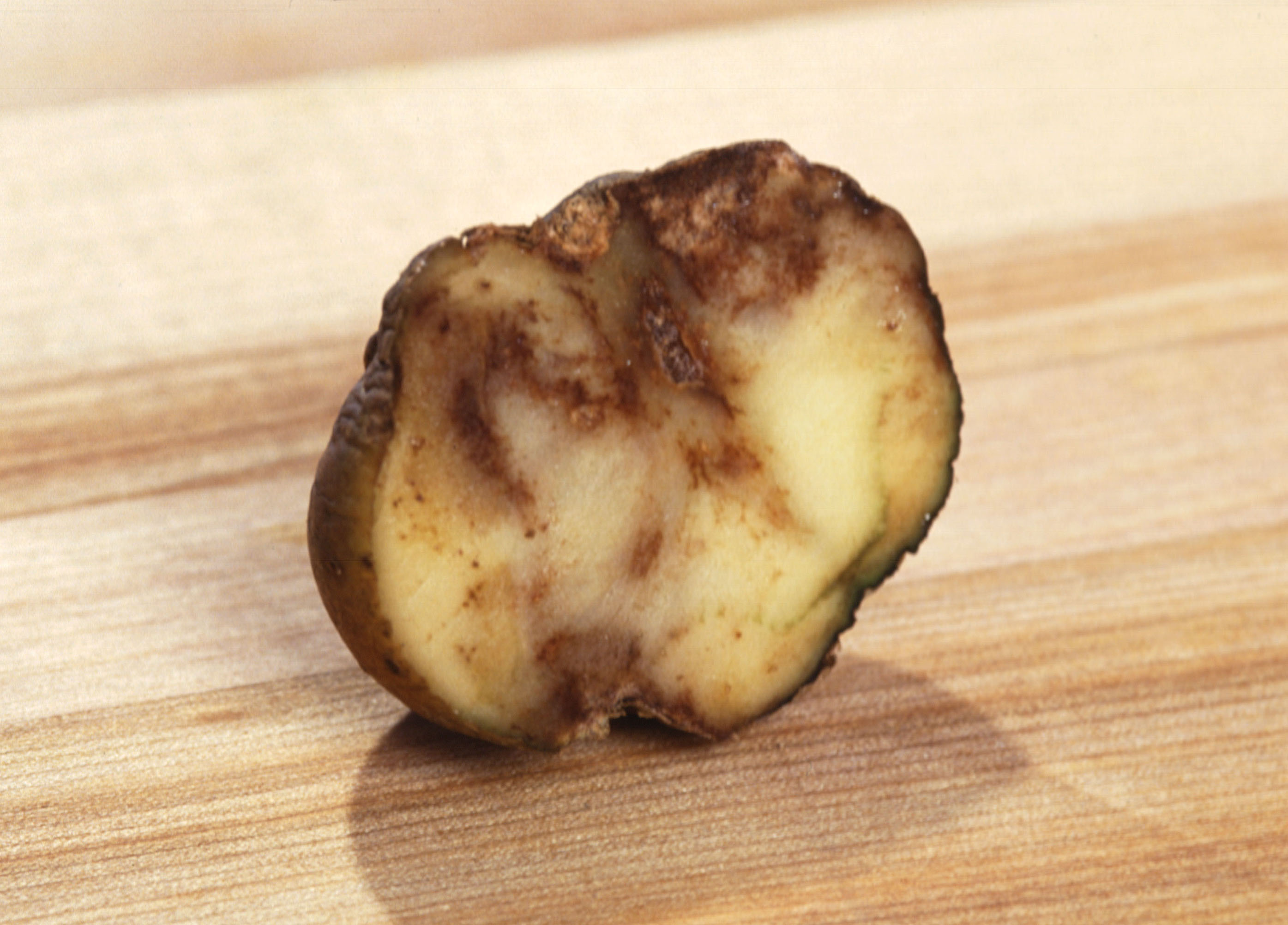
感染晚疫病的馬鈴薯（马铃薯晚疫病菌）。

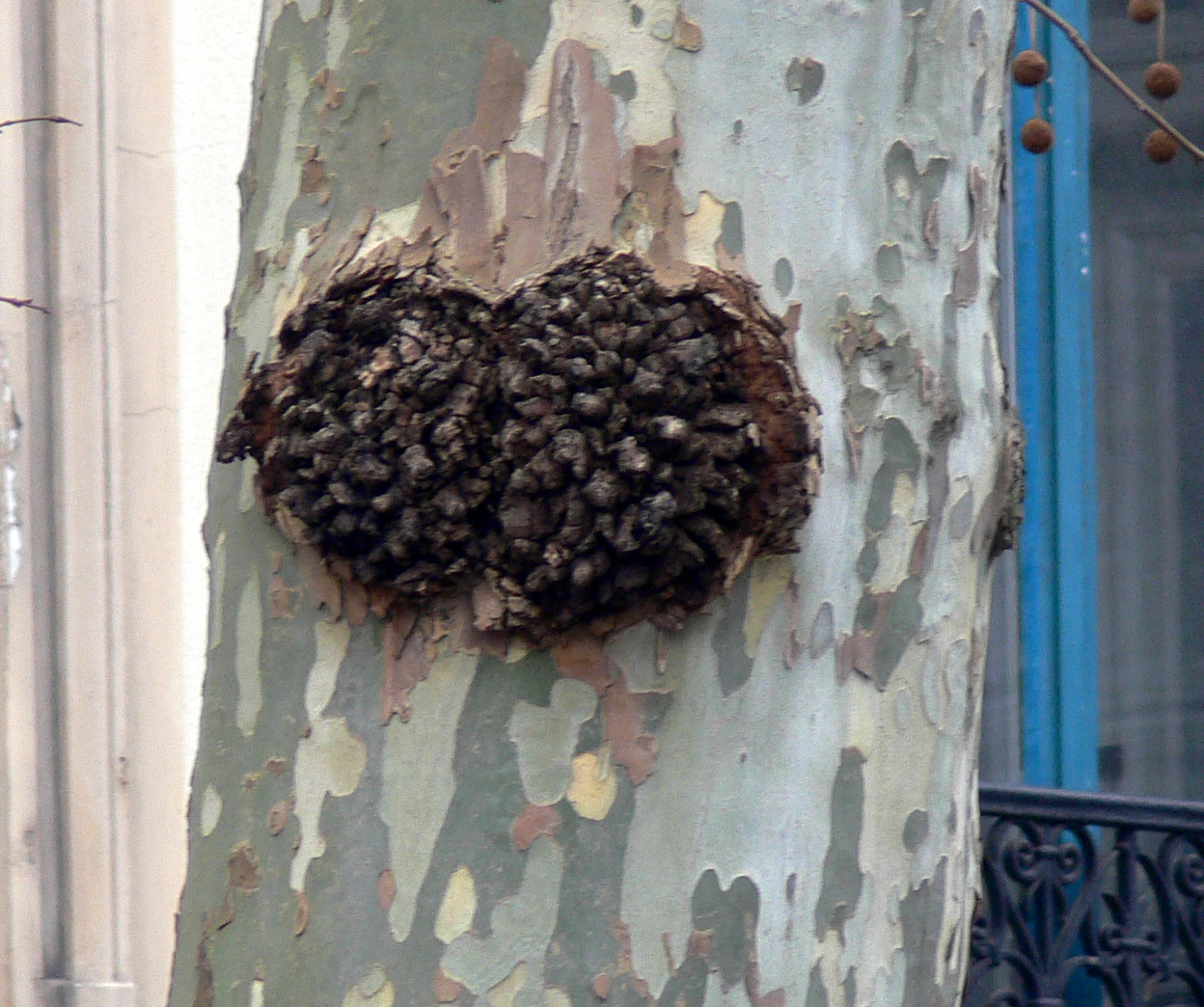
悬铃木主干上的肿瘤。

植物病理學，是对于引起植物疾病的病原体（感染性微生物）和环境条件（生理因素）的科学研究 。引起感染性疾病的生物体包括真菌，卵菌，细菌，病毒，类病毒，病毒样生物，植原体，原生动物，线虫和寄生植物。不包括体外寄生虫像昆虫，螨类，脊椎动物，或其他害虫，会通过消费植物组织而影响植物健康。植物病理學主要認識並了解植物生病的原因，對人類社會與經濟之關係，病原菌的鉴定，生理和生態特性、疾病的病因、疾病的周期、寄生性、致病性、植物抗病性、病害防治、病害系统遗传学、和植物病害管理等等的研究。

## 病原菌造成植物病害的致病因子
- 細胞壁降解酶(Cell Wall Degrading Enzyme): 可分解寄主植物細胞壁 ，用以釋放內部的營養物質。
- 毒素(Phytotoxin): 毒素可分成具專一性或非專一性的毒素，能破壞植物細胞的特定胞器或結構。
- 效應蛋白(Effector Protein)：这些可以被分泌到细胞外环境，或直接进入宿主细胞，通常是通过III型分泌系统。有些效应是已知的抑制宿主防御过程。这可能包括：减少植物内部信令机制或减少的植物化学物质的生产[3]。细菌，真菌和卵菌是已知的具有此功能[4][5]。

## 植物病原體

### 真菌
植物病原真菌的大多數屬於子囊菌綱和擔子菌綱

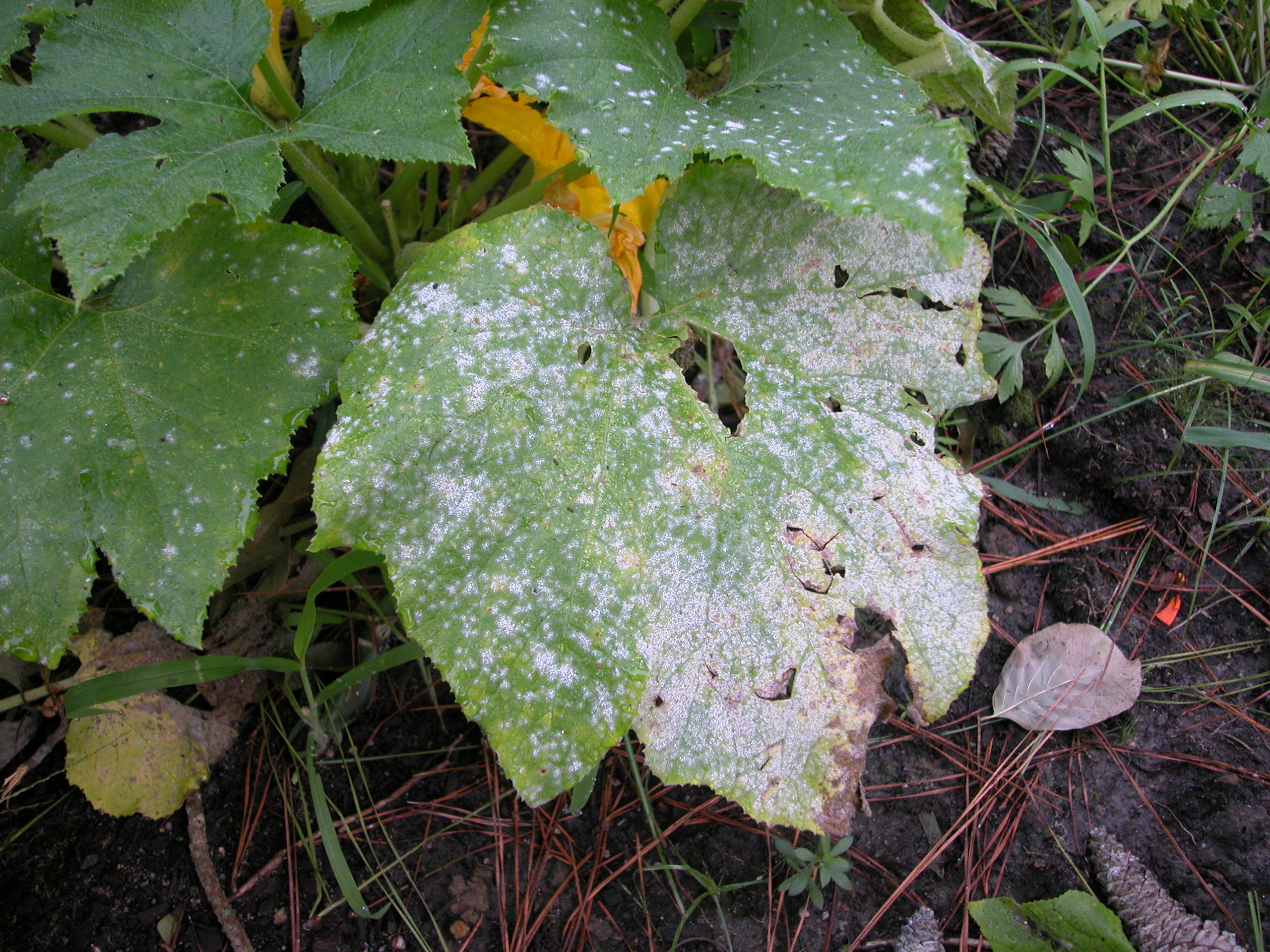
白粉病是一種活體營養真菌。

真菌的有性生殖和無性生殖都是經由生產孢子和其它結構的繁殖。

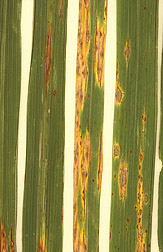
水稻葉稻熱病

顯著植物病原真菌包括：

#### 擔子菌綱
- 黑粉菌属（黑穗病致病因子）

### 類似真菌的生物

#### 卵菌綱
卵菌綱不是真正的真菌，而是類似真菌的生物。它們包括一些最具破壞性的植物病原體，包括疫黴屬屬，其中包括馬鈴薯晚疫病和橡樹猝死的致病因子。卵菌綱的某些特定物種导致根腐病。
显著卵菌植物病原体：
- 马铃薯晚疫病菌（英语：Phytophthora infestans） - 包括爱尔兰大饥荒（1845年至1849年）的致病因子。

#### Phytomyxea
Phytomyxea中一些粘菌会引起重大疾病，包括白菜及其親屬的棒状根，和馬鈴薯粉痂菌属。

### 細菌

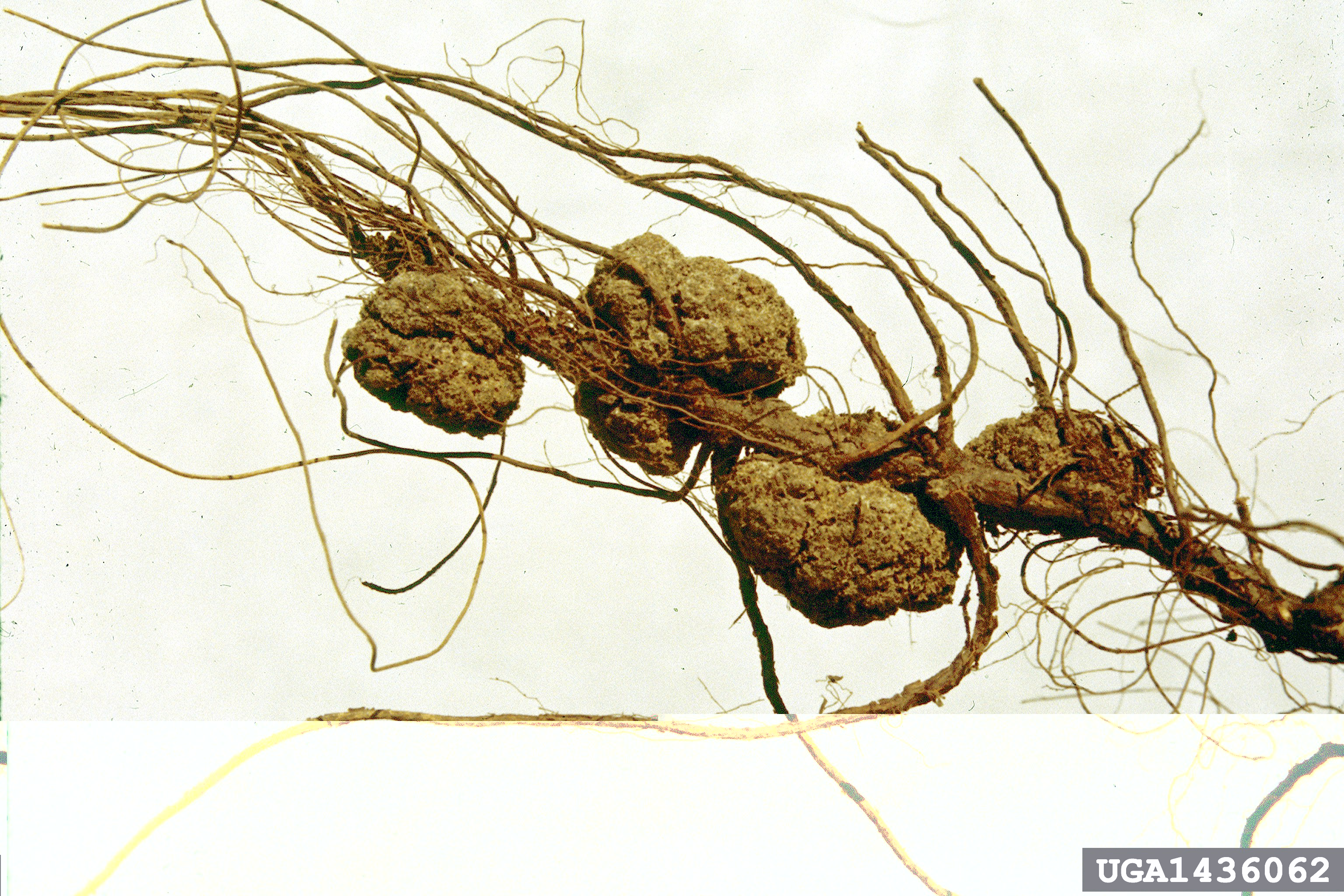
由農桿菌造成的腫瘤病。

大多數細菌與植物相互相生的，並沒有傷害到植物本身。 然而，少数細菌，大約有100餘種已知的物種，能導致疾病。细菌性疾病在世界的亚热带和热带地区更为普遍的多。
大多数植物病原细菌是革蘭氏陰性杆状菌（杆菌）。为了能够定殖的植物，它们具有特定的致病因素。众所周知的五种主要类型的细菌致病因素是：使用细胞壁降解酶，毒素，效应蛋白，植物激素，和胞外多糖。
 植物病原體細菌各屬及其导致疾病 
- 假單胞菌屬（Pseudomonas）：
- 黃假單胞菌屬（Xanthomonas）：Citrus Canker
- 農桿菌屬（Agrobacterium）：Crown Gall Disease
- 歐氏桿菌屬（Erwinia）：Shoot Blight
- 棒桿菌屬（Clavibacter）：
- 鏈黴菌屬（Streptomyces）：
- 木質桿菌屬（Xylella）：
- 果膠桿菌 (Pectobacterium)：Soft Rot Disease

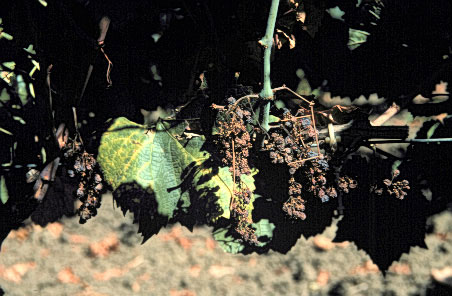
带有植物菌質體感染的釀酒葡萄。

#### 植物菌質體
植物菌質體（phytoplasma）是一種無細胞壁的原核生物。

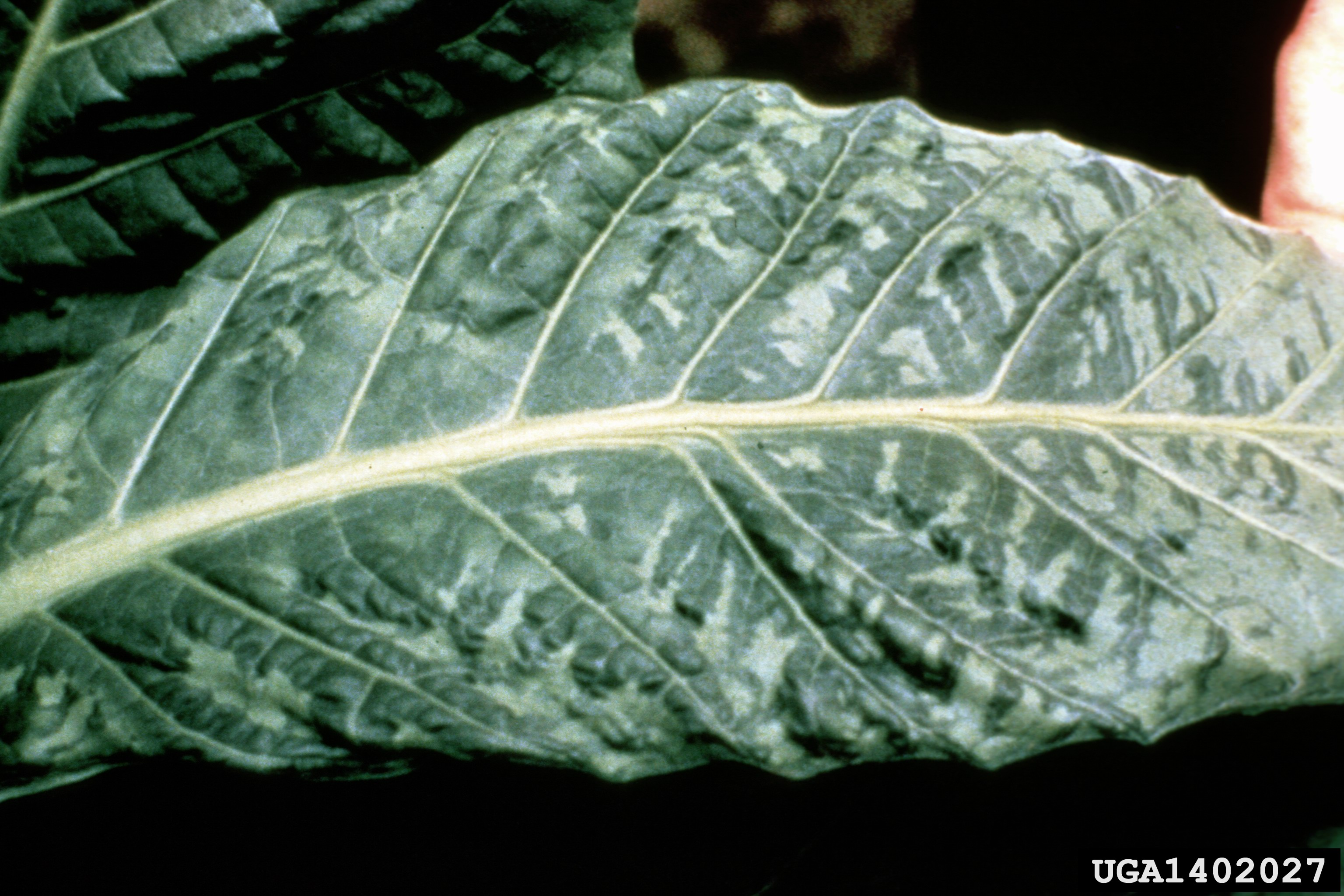
菸草鑲嵌病毒。

### 病毒，類病毒和病毒類生物
有許多類型的植物病毒，有的甚至是無症狀的。
大多数植物病毒具有小的，单链RNA基因组。但是，一些植物病毒也是具有双链RNA或单链或双链DNA基因组。

### 線蟲
線蟲是小的多細胞蠕蟲狀的動物。許多自由生活於土壤中，但也有一些物種寄生於植物根部。在世界上熱帶和亞熱帶地區，它們是一個問題，在那裡它們可能會感染农作物。

### 原生動物和藻類
有由原生動物引起植物病害的幾個例子（例如，Phytomonas，一種動質體）。
一些無色的寄生藻類（如Cephaleuros）也引起植物病害。

### 寄生植物
槲寄生和菟絲子寄生植物如包含在植物病理學研究。 菟絲子，例如，被用來作為一個管道，用於傳輸從一個宿主植物的病毒或病毒樣劑一種植物，通常不是一個主機或代理不是接枝傳播。

## 非生物性的致病因子
以下條列的非生物性因子可引起植物疾病：

### 自然
- 乾旱
- 霜冻傷害，和破損， 雪和冰雹
- 洪水和排水不暢
- 營養不足
- 鹽沉積和其他可溶性礦物過激行為（如石膏 ）
- 風 （吹風引起的皮膚發炎和破裂的颶風和龍捲風 ）
- 閃電和野火 （通常也人造）

### 人造
- 土壤壓實
- 污染的空氣，土壤，或兩者兼而有之
- 冬季道路使用的鹽
- 除草劑超額使用
- 失敗的教育培訓（如割草機損壞樹木）
- 破壞

## 外部連結
- （英文）国际植物病理学协会 （页面存档备份，存于）
- （英文）澳大拉西亚植物病理协会
- （英文）美国植物病理学协会 （页面存档备份，存于）
- （英文）英国植物病理学协会 （页面存档备份，存于）
- （英文）食品安全杂志